# 上海日本人学校

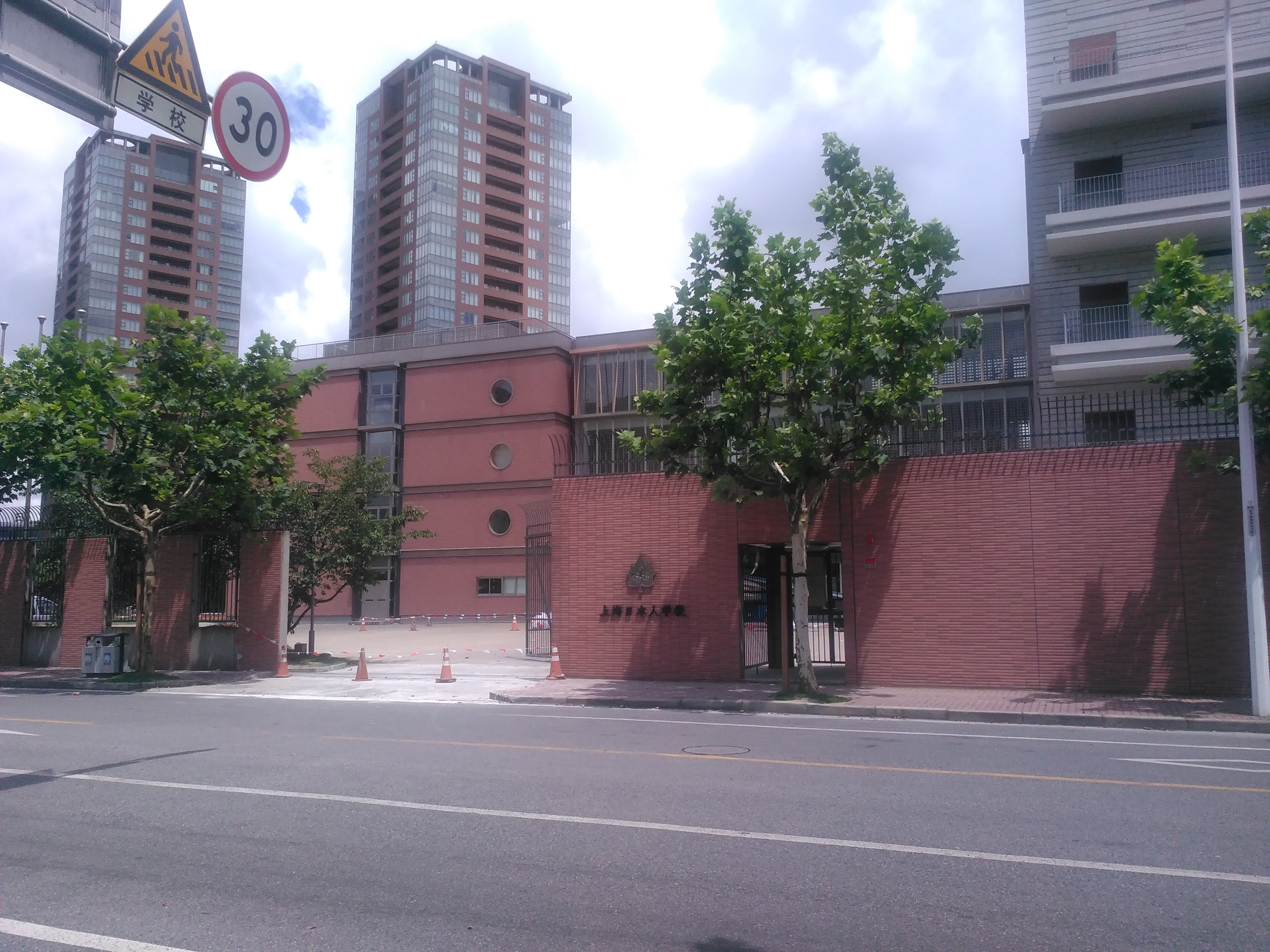
浦東校

上海日本人学校（シャンハイにほんじんがっこう、簡: 上海日本人学校、英: Shanghai Japanese School）は中華人民共和国の上海市にある、在上海日本人のために初等、中等（中学校、高等学校）教育を行う日本人学校である。略称はSJS。

## 概要
1975年に総領事館内に上海補習学校として設立されたのが始まり。その後1987年に上海日本人学校が開校し、新校舎（現虹橋校）への移転、浦東校開校、高等部の設置を経て現在の形になっている。
設置者は上海日本商工クラブである。
小学部、中学部、高等部が存在する。そのうち2011年に新たに設置された高等部は、世界の日本人学校88校の中で初の高等学校となっている。法政大学、関西学院大学、芝浦工業大学、上智大学、東京理科大学、同志社大学、立教大学、中京大学、南山大学、日本体育大学、中央大学、千葉工業大学の12校が協働して「上海高等部協力大学会議」を設立し、支援を行っている。
校地が虹橋校と浦東校に分かれており、小学部は虹橋校、浦東校両校に、中学部、高等部は浦東校に設置されている。

## 沿革
- 1975年 上海補習学校を総領事館（和平飯店）内に開設。
- 1978年 総領事館の移転に伴い淮海中路1517号に移転。
- 1979年 全日制に準ずる授業開始。淮海公寓に移転。
- 1987年 上海日本人学校開校。校章を制定。梅龍公司に移転。
- 1991年 文部省指定研究校「日本国内と異なる環境の下での教育の在り方に関する調査研究」「パソコン通信ネットワーク実験通信実施校」
- 1993年 上海市外籍人員学校として上海人民政府外事弁務室に承認され、上海教育委員会に登録。
- 1996年 校舎を虹梅路3085号（現虹橋校）に移転。
- 2006年 虹橋校と浦東校に分離。
- 2011年 上海日本人学校高等部開校。
- 2016年上海日本人学校創立30周年

## 校地
虹橋校は上海市役所より西に約8km離れた住宅街に立地している。
敷地は2万m2。
校舎は東棟（5階建て）、北棟（3階建て）、南棟（2階建て）に分かれており、天然芝運動場、400Mトラック、体育館2室、屋内温水プール等の設備がある。
浦東校は上海市中心部より黄埔江を隔てて東側の浦東開発地区に立地している。
設備は虹橋校と異なり、人工芝運動場、200Mトラック、体育館2室、武道場、屋内温水プール等がある。

## 制服
小学部、中学部には制服が定められておらず、私服通学となっている。指定の体操服はあるが、無理に買い揃える必要はない。
高等部も基本的には私服通学を認めているが、ブレザー、ズボン（女生徒はスカート）、ネクタイ、バッジの4点からなる標準服があり、始業式や終業式、入学式等の行事の際はこれを着用する（以前所属していた学校の制服や、スーツでも可）。

## クラブ、部活動
小学部は、隔週月曜日を基本に月2回程度、中学部は、毎週火・木曜日に部活動を行っている。高等部には曜日、時間の制限はなく、日本の高校と同様の形態である。小学部は5年生と6年生が参加、活動している。中学部は生徒の一斉下校を行っているため、帰宅時間を揃えるという理由から全児童・生徒が参加している。
| 小学部は - バスケットボール - サッカー - 卓球 - バドミントン - ドッヂボール - マンガ・イラスト - パソコン - 家庭科 - ベースボール - テニス - 科学 - 水泳 - ダンス - 陸上 - なわとび - 音楽 その年によってアンケートが行われており、年によって変わる。 | 中学部は - バレーボール - サッカー - バスケットボール - 陸上競技 - バドミントン - 水泳 - 卓球 - 野球 - ダンス - 剣道 - コンピュータ - 音楽 - 美術 - 科学 - 家庭科 - 柔道 - 囲碁・将棋 - テニス の全18部活。 | 高等部は - 硬式テニス部 - サッカー部 - 卓球部 - バスケットボール部 - バドミントン部 - バレーボール部 - 陸上部 - 競技かるた部 - 軽音楽部 - 写真部 - ダンス部 - 美術部 の全12部活。 |

## 学校行事
基本的に虹橋校と浦東校の小学部はそれぞれで行事を行う。
- 入学式（小学部、中学部、高等部）
- 新入生合宿（高等部1年生）
- 遠足（小学部、中学部）
- 修学旅行（小学部6年生は北京、中学部3年は揚州・鎮江、高等部3年生はオーストラリア）
- 宿泊行事（小学部5年生、中学部1年生は上海市内・2年生は蘇州・無錫）
- 体育祭（中等部、高等部）
- 演劇祭（高等部）
- 運動会（小学部）
- 学習発表会（小学部、中学部）
- 秋日祭（高等部）
- 持久走記録会（小学部）

## 通学
生徒の安全確保のため、小学部、中学部については、PTAの運用するマンション・公寓のシャトルバスの利用可能。浦東校においては隣接する東和公寓へは学校から直接ゲートがあり徒歩通学可能だったが、新型コロナウィルスの影響によりゲートが閉鎖。近隣児童生徒の保護者がグループを作ってチャーターバスや個人車の利用、徒歩個人通学を行っている。